# Asteriks i kociołek
Asteriks i kociołek (fr. Astérix et le chaudron) – trzynasty album komiksu o przygodach Gala Asteriksa autorstwa René Goscinnego (scenariusz) i Alberta Uderzo (rysunki).
Komiks ukazywał się początkowo w odcinkach, na łamach francuskiego czasopisma Pilote, w latach 1968–1969. Po raz pierwszy został wydany w formie albumu w 1969 r.

## Fabuła
W wiosce Galów zjawia się wódz sąsiedniego plemienia, Amoralfiks, z kociołkiem pełnym sestercji. Pragnie on uchronić pieniądze przed wizytą rzymskiego poborcy podatków. Asteriks zostaje mianowany strażnikiem kociołka, jednakże tej samej nocy dochodzi do kradzieży. Sytuacja ta godzi w honor wioski, zatem Asparanoiks z ciężkim sercem nakazuje Asteriksowi odejść, dopóki nie znajduje kociołka. Obeliks decyduje się towarzyszyć przyjacielowi. Galowie wspólnie próbują odzyskać zawartość kociołka, imając się rozmaitych prac.

## Nawiązania
Na widowni amfiteatru (gdzie wystawiana jest sztuka, w której gra Obeliks) zasiadają dwie postacie, z wyglądu przypominające Uderzo i Goscinnego.